# Megachile meneliki
Megachile meneliki är en biart som beskrevs av Heinrich Friese 1915. Megachile meneliki ingår i släktet tapetserarbin, och familjen buksamlarbin. Inga underarter finns listade i Catalogue of Life.